# Friedrich Konrad Hiller
Friedrich Konrad Hiller (Unteröwisheim (Kraichtal, Landkreis Karlsruhe), 9 juni 1651 – Stuttgart, 23 januari 1726) was een Duits luthers jurist en kerklieddichter.

## Biografie
Hiller was de zoon van een verpleegkundige. Hij studeerde vanaf 1680 rechtsgeleerdheid in Tübingen en werd in 1685 hertogelijk advocaat in Stuttgart. Tijdens zijn vele ziektes beoefende hij de dichtkunst. In 1711 publiceerde Hiller een liedbundel. Enkele van zijn kerkliederen werden in het Nederlands vertaald door A. G. van Gilse.

## Publicaties
- Ich lobe dich von ganzer Seelen (EG 250)